# N10 hovedvej (Filippinerne)
National Rute 10 (N10) (engelsk: National Route 10 (N10)) (Filippinsk: Pambansang Ruta blg. 10 (N10)) er en hovedvej der forbinder Davao Stad og Bukidnon. Det er en spore af Asiatisk Hovedvej 26 som er en del af Asiatisk Hovedvej Netværk.

## Se Også
- Asiatisk Hovedvej 26
- N1 hovedvej (Filippinerne)

Skabelon:Filippinsk hovedvej netværk